# Atractus trivittatus
Atractus trivittatus — вид змій родини полозових (Colubridae). Ендемік Колумбії.

## Поширення і екологія
Atractus trivittatus мешкають в горах на півночі Східного хребта Колумбійських Анд, в департаментах Бояка і Норте-де-Сантандер.